# Enzo Ferrari (allenatore)
Enzo Ferrari (San Donà di Piave, 21 ottobre 1942 – Udine, 11 maggio 2025) è stato un calciatore, allenatore di calcio e dirigente sportivo italiano, di ruolo attaccante.

## Biografia
Dai 15 ai 17 anni, fece ciclismo. Suo padre Gino fu allenatore di Moreno Argentin nella UC Turchetto Basso Piave.
Sposò Annamaria, di quattro anni più giovane, con cui ebbe due figli, Marco e Laura.

## Caratteristiche tecniche

### Giocatore
Era un'ala sinistra dotata di un fisico potente e di un potente tiro.

## Carriera

### Giocatore
Si mise in mostra nel 1967-1968, in Serie B, disputando un ottimo campionato con la maglia del Genoa. La stagione successiva esordì in Serie A con il Palermo. Rimase celebre un suo gol segnato da 77 metri all'Olimpico contro la Roma, il 12 gennaio 1969: aiutato dalla tramontana, il suo era un lancio destinato a Gaetano Troja. Con i rosanero rimase per quattro stagioni, collezionando 27 presenze in A nella stagione 1968-1969. Nell'ultima stagione al Palermo fu il capocannoniere della squadra con 12 gol, di cui 4 da subentrato; in quell'annata vestì tutte le maglie tranne quella del portiere e del libero.
Nell'ottobre del 1972 si trasferisce al Monza, pentendosi successivamente di aver lasciato la squadra che retrocederà a fine anno.
Con il Monza non ebbe troppa fortuna retrocedendo in Serie C, categoria nella quale poi giocò prima a Livorno e poi, per un biennio, all'Udinese, quindi pure per una stagione all'Union CS, anche in quest'ultimo caso chiuso con una retrocessione. Enzo Ferrari chiuse la sua carriera di calciatore al Conegliano in Serie D, in quell'annata affiancò il tecnico Narciso Soldan rivestendo il doppio ruolo di allenatore e calciatore e ottenendo la promozione nella neonata Serie C2.

### Allenatore
Appese le scarpette al chiodo, intraprese definitivamente la carriera di allenatore nella stagione 1978-1979 al Conegliano, mentre nell'annata successiva guida la formazione Primavera dell'Udinese. Nell'annata 1980-1981 subentra a campionato in corso sulla panchina della prima squadra a Gustavo Giagnoni, dopo avervi giocato da calciatore debutta dunque con l'Udinese in Serie A come allenatore. Nella sua prima stagione ottenne 14 punti in 14 partite e nelle altre tre stagioni in bianconero ebbe modo di allenare giocatori del calibro di Franco Causio, Edinho e Zico.
Ferrari fece una esperienza nella Liga spagnola, allenando il Real Saragozza nel 1984-1985. Uno dei risultati più importanti fu la vittoria per 2-1 contro il Real Madrid allo Stadio Santiago Bernabéu. Dopo un anno torna in Italia, pentendosi successivamente di non essere rimasto in terra iberica. In Italia allena per un triennio la Triestina, in un periodo particolare nel quale la squadra alabardata subisce due penalizzazioni successive in quanto viene coinvolta nel Secondo scandalo scommesse che pregiudicheranno i risultati conseguiti sul campo sia del campionato 1985-1986 che del 1987-1988. Nel primo caso Ferrari vide sfumare la promozione in Serie A, nel secondo vi fu la retrocessione in Serie C1. A poco valse l'aver portato Franco Causio a indossare la maglia alabardata nelle ultime due stagioni della sua carriera.
Nel 1988 fu allenatore all'Avellino, neoretrocesso nella Serie B 1988-1989, da cui venne esonerato dopo 13 giornate. Il regolamento vigente, che venne abolito l'anno successivo, gli impedì pure di allenare all'estero nella stessa stagione. Nel 1989 allena il Padova, nella Serie B 1989-1990, ma è sollevato dall’incarico dopo 14 partite. 
Nella stagione 1990-1991 divenne l'allenatore del Palermo, allenando per la seconda e ultima volta in carriera una squadra in cui aveva militato da calciatore. Sostituisce l'esonerato Francesco Liguori a partire dalla quarta giornata del campionato di Serie C1, al termine del quale la squadra ottiene la promozione in Serie B dopo il secondo posto finale. Frattanto portò anche il club rosanero nella finale di Coppa Italia Serie C, persa contro il Monza, suo ex club. Nella stagione successiva fu esonerato e sostituito con Gianni Di Marzio.
Allenò la Reggina nel biennio 1992-1994 e la Reggiana nella Serie A 1994-1995. Le ultime esperienze da allenatore sono in Serie C1, con Alessandria (che porta all’ottavo posto finale nel campionato 1996-1997), Juve Stabia (nel quale fu esonerato alla 25ª giornata del torneo 1997-1998, dopo avere portato i campani nei piani alti della classifica e a cui poi subentrò Pasquale Casale), Ascoli (che guidò al raggiungimento dei play-off nel 1999-2000, poi pareggiando in finale con l'Ancona e mancando una disperata promozione per via della peggiore posizione in graduatoria nei confronti degli anconetani) e Arezzo (subentrato e poi esonerato nel 2001-2002).

### Dirigente
Nella stagione 2010-2011 è stato amministratore delegato della Triestina, rimanendo in società fino alla cessione della stessa, avvenuta nell'agosto del 2011.

## Palmarès

### Giocatore
- Campionato italiano Serie C: 1

Arezzo: 1965-1966 (girone B)